# 최다은 (1988년)
최다은(崔多恩, 1988년 1월 25일 ~ )은 대한민국의 배우이며 키즈 크리에이터로 활동중이다.

## 출연작

### 드라마
- 2011년 MBC 주말 드라마 《천 번의 입맞춤》- 미정 역
- 2011년 JTBC 주말 특별기획 드라마 《인수대비》- 향이 역
- 2012년 MBC 대장경 천년 특별기획 드라마 《무신》 - 태자비 역

### 영화
- 2013년 《캐치미》- 볼테리어 주인 손녀 딸 역

### 방송
- 2011년 KBS2 《연예가 중계》
- 2019년 JTBC 《오늘 굿데이》
- 2020년 MBC 《생방송 오늘아침》

### 유튜브 크리에이터
- 2016년 ~ 2019년 10월 유라야 놀자 1기 (CH.DIA)
- 2020년 2월 3일 ~ 다니 유치원
- 현 놀잇 대표